# Vespa 400
Vous lisez un « bon article » labellisé en 2024.
La Vespa 400 est une voiture mini-citadine développée par le constructeur italien Piaggio. Sa production a débuté en 1957 dans les Ateliers de construction de motocycles et d'automobiles (ACMA), situés en France dans le département de la Nièvre. Piaggio propose des améliorations modestes au fil des années de commercialisation. Mais malgré cela, les ventes sont de moins en moins importantes et il est donc décidé, en 1961, d'arrêter la production. Un peu plus de 30 000 exemplaires ont été fabriqués au total, commercialisés majoritairement en France.
À l'instar de la Fiat 500, sa compacité, son petit moteur et son encombrement réduit en font une citadine idéale. Elle a principalement été destinée à une clientèle jeune et féminine. Dès 1959, des carrossiers présentent une version de plage, nommée « Esterel ». En 1961, est proposée la version dite « Grand Tourisme » (GT), avec une boîte de vitesses à quatre rapports, soit un de plus que l'originale. Elle a été produite à environ 200 exemplaires.
Propulsée par un moteur essence de deux cylindres à deux temps, la Vespa 400 peut atteindre la vitesse maximale de 80 à 90 km/h. Sa cylindrée est de 393 cm3, d'où la dénomination 400, chiffre rond le plus voisin. Grâce à sa carrosserie monocoque et ses suspensions bien pensées, elle dispose d'une tenue de route impressionnante.
La Vespa 400, qui a effectué plusieurs compétitions durant ses années de production sans aucun incident mécanique, prouve également sa fiabilité exemplaire.

## Historique

### Contexte et développement
Du fait de la croissance économique des Trente Glorieuses au début des années 1950 en Italie, la jeune clientèle habituelle des Vespa, Lambretta et autres modèles de deux roues de la fin des années 1940 entrevoit l'achat d'un véhicule à quatre roues pas trop cher. De plus, les difficultés de circulation qui font leur apparition en ville donnent l'idée à quelques constructeurs automobiles de concevoir des mini-voitures. Enrico Piaggio envisage alors, en 1952, de diversifier sa production afin de répondre aux besoins de mobilité de l'après-guerre,. L'année suivante, la société italienne Siata lance la Mizti, issue d'un programme d'études pour réaliser une voiturette la plus simple possible,.
| Images externes |                                                          |
|                 | Vue générale de l'intérieur de l'usine de Fourchambault. |
|                 | Chaîne de montage de la Vespa 400.                       |

Fiat sort la 600 en 1955, puis la 500 en 1957, pour motoriser l'Italie. En France, durant les mêmes années, les ventes en plein essor des Citroën 2 CV et Renault Dauphine annoncent la fin des cyclomoteurs Peugeot Motocycles, Terrot et Monet-Goyon. Piaggio, concepteur du scooter Vespa, prépare sa contre-attaque. Ses ingénieurs mettent alors au point la Vespa 400 — le chiffre 400 provient de la cylindrée qui est de 393 cm3 — issue du projet de la Siata Mitzi. Leur projet de petite automobile se heurte vite à la malveillance de Fiat. Celui-ci exerce une telle pression sur ses sous-traitants que Piaggio doit délocaliser ses ambitions. Il est donc choisi de confier la production au constructeur français ACMA (Ateliers de construction de motocycles et d'automobiles), qui fabrique déjà des scooters Vespa sous licence dans son usine de Fourchambault dans la Nièvre. Quelques prototypes sont lancés en 1956, équipés d'un moteur deux-temps. Les essais se font sur la piste de l'usine, ou sur les routes de la Nièvre de nuit afin de garder le secret,,,.

### Présentation, lancement et production

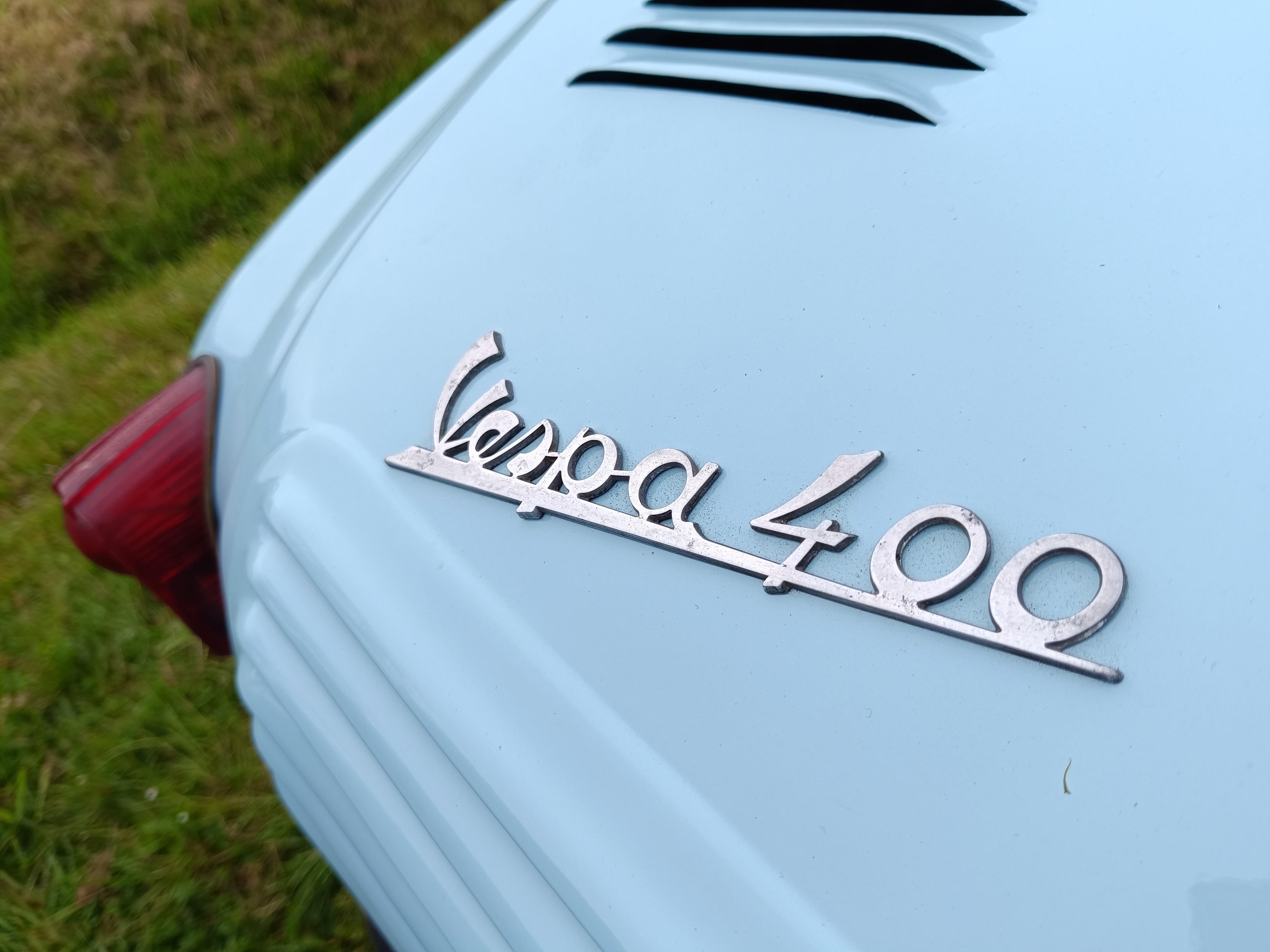
Logo Vespa 400, placé sur le hayon moteur à l'arrière.

Quelques premières Vespa 400 sont fabriquées et l'une d'elles est présentée pour la première fois le 26 septembre 1957 au restaurant gastronomique Le Pré Catelan au bois de Boulogne à Paris,. Les trois premiers modèles fabriqués sont peints respectivement en bleu, blanc et rouge afin de représenter leur pays de fabrication : la France. Ils reçoivent également l'immatriculation 58 en référence, non seulement au département de la Nièvre où ils sont produits, mais également au millésime de leur production, puisque celle-ci débute à l'automne 1957. Ces trois modèles sont également présentés à la presse à Monte-Carlo, avec trois des meilleurs pilotes automobiles du moment : Louis Chiron, Juan Manuel Fangio et Jean Behra.
Deux modèles sont ensuite présentés au grand public au Salon de l'automobile, du cycle et du motocycle à Paris début octobre de la même année (une version simple dite « Tourisme » et une version agrémentée d’options dite « Luxe »),. La Vespa 400 reçoit un accueil très favorable et est considérée comme l'une des attractions du salon. Les trois pilotes automobiles sont également présents lors de cette présentation.
La production de la Vespa 400 est presque entièrement française. Conçue à la base par les ingénieurs italiens de l'entreprise Piaggio, elle a été construite en France par ACMA, près de Nevers, d'où le sigle P/ACMA sur le capot. Une seule pièce est de fabrication italienne : les pistons en aluminium coulés sont de l'équipementier Borgo. Les autres éléments de motorisation de la voiture sont français, tels le carburateur de Solex, l'allumage de Ducellier, les démarreurs et dynamos Paris-Rhône. La carrosserie provient de Facel-Metallon (prédécesseur de Facel Vega), les optiques sont de Auteroche et les serrures de Ronis,.
Le modèle « Tourisme » est vendu 345 000 francs et le modèle « Luxe » 365 000 francs, les deux avec une garantie de 50 000 km. Pour comparaison, à l'époque, une Renault 4CV Affaires était au tarif de 399 000 francs et la Citroën 2 CV se vendait 374 000 francs,.

### Améliorations et déclin progressif

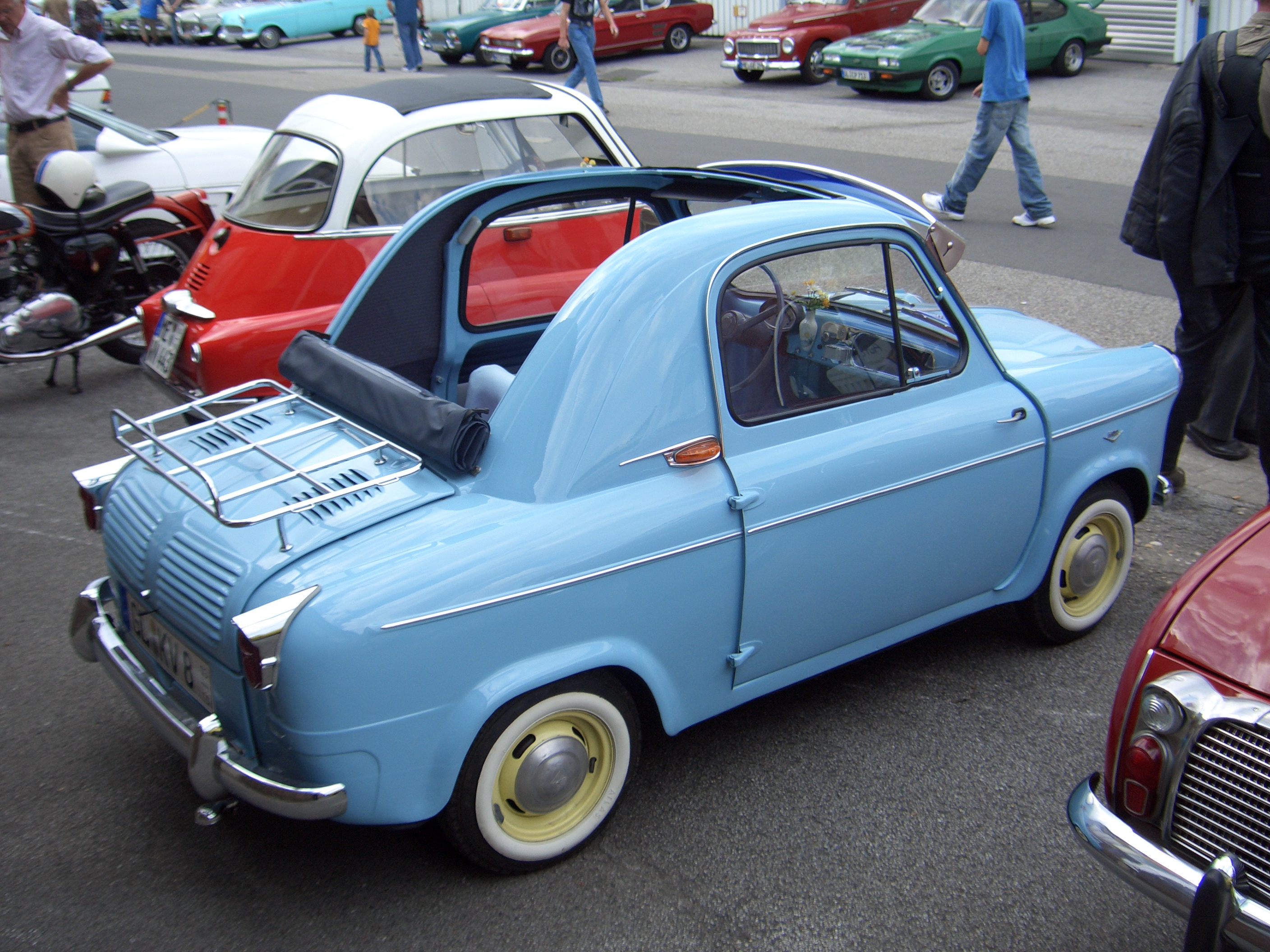
Vue arrière de la Vespa 400 avec la capote de toit ouverte. Le porte-bagage arrière est optionnel.

Durant l'année 1958, les sièges sont rembourrés jusqu'en haut afin de les rendre plus confortables. Les lames de pare-chocs lisses et chromées sont remplacées par des lames nervurées en inox.
En 1959, de nombreux changements ont lieu : ajout de vitres coulissantes qui furent très demandées, ajout de clignotants sur les ailes avant au-dessus des optiques et abandon des pare-chocs à lame mis en place l'année précédente au profit de nouveaux pare-chocs plus enveloppants. Pour le compartiment moteur, la turbine de refroidissement en acier est remplacée par une en aluminium pour réduire le poids. Le moteur bénéficie également d'une amélioration ; il passe de 12 à 14 ch.
En octobre 1960, au salon de l'Automobile de Paris, sont présentés deux nouveaux modèles : « Luxe 61 » et « Grand Tourisme » (GT) qui est équipé d'une boîte de vitesses à quatre rapports, d'un mélangeur automatique, de pneus à flancs blancs et d’un ajout de chrome à la carrosserie. Les modèles de cette année bénéficient également d'une finition plus soignée avec des sièges à deux tons et des vide-poches dans les portes.
Malgré toutes les améliorations effectuées durant les quatre ans de production, les ventes sont de moins en moins importantes. Il est donc décidé, en 1961, d'arrêter la production. L'usine était prévue pour 200 voitures par jour. Au plus fort de la production en 1958, la cadence ne dépassa pas 50 voitures par jour,.
Un total de 30 976 exemplaires sont fabriqués,. Moins de 200 exemplaires « GT » furent produits dont une soixantaine avec la conduite à droite,. Environ 1 600 exemplaires ont été exportés vers les États-Unis.
Le déclin de la Vespa 400 touche également le marché des deux-roues et affecte donc directement l'activité d'ACMA. L'usine de Fourchambault ferme donc ses portes après l'arrêt de la production des deux-roues, mettant fin à la société ACMA. Les ateliers de l'usine sont définitivement fermés le 31 décembre 1962. Le site est alors revendu à Simca Industries, filiale de Fiat,,.

## Caractéristiques

### Données techniques et comparaison
Pour comparaison avec la Fiat 500 qui est le modèle le plus proche au niveau gamme et datant de la même période, la Vespa 400 est 120 mm plus courte, 65 mm plus basse et plus légère de 90 kg. Concernant l'Autobianchi Bianchina, elle est légèrement plus grande que ces deux principales rivales[réf. souhaitée].
| Image du logo AMCA.    | Vespa 400 Vespa 400 GT (1957-1961) | Fiat 500 (1957-1960) (pour comparaison)[réf. nécessaire] | Autobianchi Bianchina (1957-1969) (pour comparaison)[réf. nécessaire] |
| ---------------------- | ---------------------------------- | -------------------------------------------------------- | --------------------------------------------------------------------- |
| Longueur               | 2 850 mm                           | 2 970 mm                                                 | 3 020 mm                                                              |
| Largeur                | 1 271 mm                           | 1 320 mm                                                 | 1 340 mm                                                              |
| Hauteur                | 1 250 mm                           | 1 325 mm                                                 | 1 320 mm                                                              |
| Empattement            | 1 653 mm                           | 1 840 mm                                                 | 1 840 mm                                                              |
| Voies avant / arrière  | 1 100 / 1 100 mm                   | 1 121 / 1 135 mm                                         | 1 121 / 1 135 mm                                                      |
| Masse à vide (PV)      | 380 kg                             | 470 kg                                                   | 540 kg                                                                |
| Coffre                 | 0 dm3                              | 350 dm3                                                  |                                                                       |
| Places assises réelles | 2                                  | 4                                                        | 4                                                                     |
| Capacité du réservoir  | 23 l                               | 21 l                                                     |                                                                       |
| Dimensions des roues   | 10 pouces                          | 12 pouces                                                | 12 pouces                                                             |

Note : ce tableau comprend les dimensions hors-tout, cependant, les rétroviseurs, antennes ou autres éléments hors carrosserie ne sont pas compris dedans.

### Motorisations et boîte de vitesses

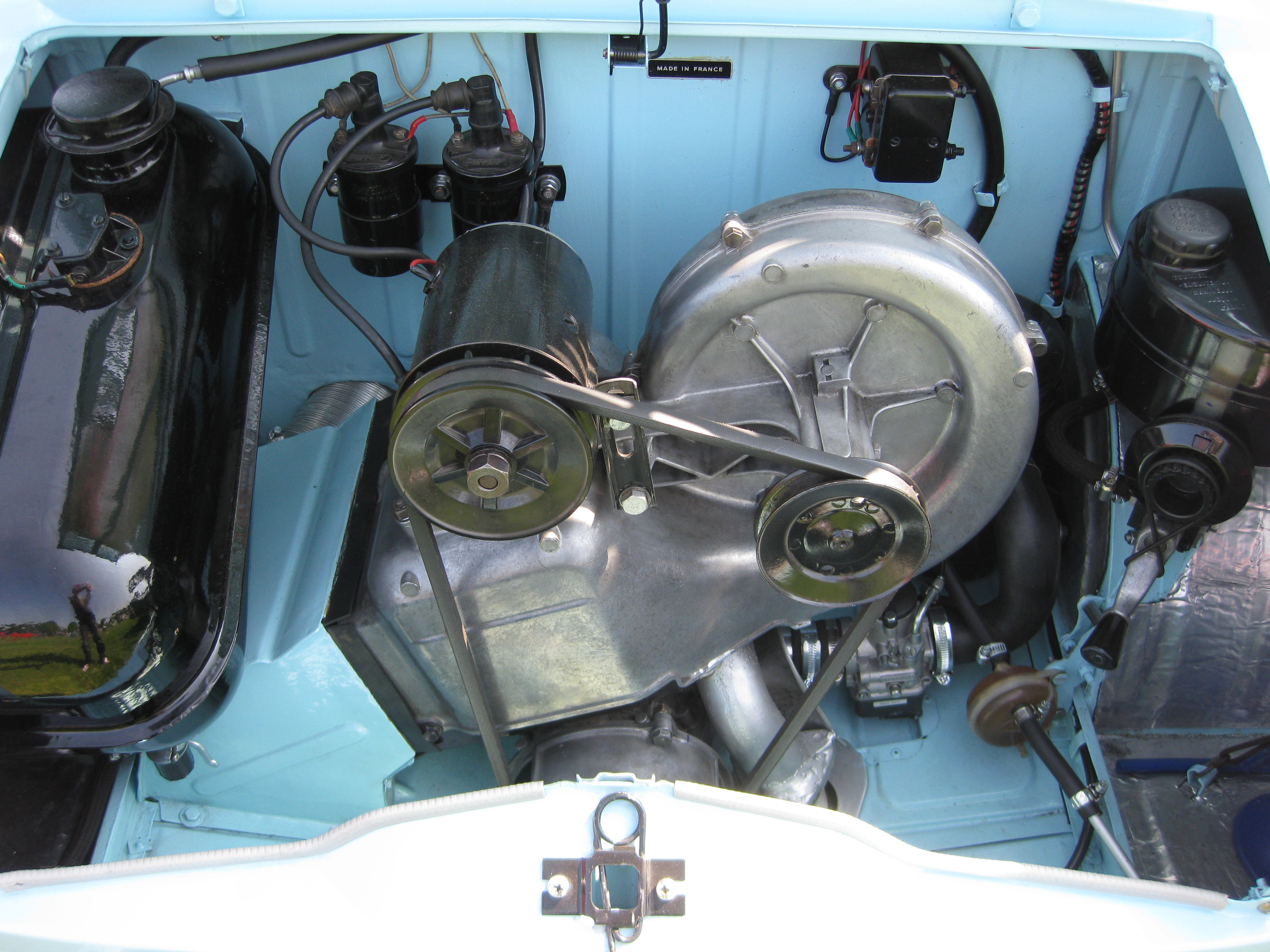
Compartiment moteur de la Vespa 400.
À gauche est situé le réservoir d'essence, à droite en noir est visible le système de mélange essence-huile, à l'arrière les doubles bobines d'allumage et au centre le moteur avec la turbine de refroidissement.

La Vespa 400 est munie d'un petit moteur à deux temps, bicylindre en ligne. Celui-ci est positionné longitudinalement sur porte-à-faux arrière de la voiture et est penché à 20° vers la gauche. Il a une cylindrée de 393 cm3 et développe 12 ch DIN, soit 8,8 kW. Sa course et son alésage sont de 63 × 63 mm avec un taux de compression de 6,4 pour chaque cylindre. L'allumage se fait via une double bobine (une par cylindre) et le refroidissement est à air par ventilation forcée,,. Le système d'alimentation se fait via un carburateur, un Solex 26[réf. nécessaire].
Une caractéristique originale de la Vespa 400 est son système d'aide à la préparation du prémélange essence-huile consommé par le moteur deux temps. Pour les premiers modèles, le mélange se faisait à la main avec un godet gradué. Il fallait ajouter 2 % d'huile à l'essence afin de pouvoir faire démarrer et fonctionner le moteur. Durant l'été 1958 est apparu un réservoir d'huile couplé à une petite pompe semi-automatique à manivelle qui est implanté sous le capot, au-dessus du passage de la roue arrière droite. Lorsque le conducteur remplit le réservoir d'essence, il donne un certain nombre de tours de manivelle pour injecter le pourcentage préconisé d'huile dans l'essence,.
La Vespa 400 est équipée d'une boîte de vitesses à trois rapports avec les 2e et 3e synchronisées. Le rétrogradage du deuxième au premier rapport, vers 10-15 km/h, exige le double débrayage. Elle dispose de deux arbres de transmission avec des Flector en caoutchouc renforcés,.
En 1959, le moteur est légèrement modifié pour atteindre les 14 ch DIN (10,3 kW). Le taux de compression passe à 6,8 par cylindre. La double bobine d'allumage est remplacée par une simple avec un allumeur Delco. Il reçoit également une nouvelle culasse.
En 1961 est proposé un nouveau modèle avec une boîte de vitesses disposant d'un quatrième rapport. Il prend la dénomination de Vespa 400 GT et est fabriqué à environ 200 exemplaires,.
La vitesse maximale de la Vespa 400 avoisine les 80 à 90 km/h, atteinte en 25 secondes sur route plate. Son début d'accélération est cependant assez nerveux puisqu'elle effectue les 400 premiers mètres en 4 secondes.
Le rapport poids/puissance de la Vespa 400 de 12 ch est de 31,66 ch/kg, et celui de la 14 ch est de 27,14 ch/kg.
| Modèle et boîte              | Construction | Moteur + nom | Cylindrée       | Puissance                      | Couple                | 0 à 80 km/h | Vitesse maxi | Consommation |
| ---------------------------- | ------------ | ------------ | --------------- | ------------------------------ | --------------------- | ----------- | ------------ | ------------ |
| Vespa 400 (boîte méca. 3)    | 1957 - 1959  | L2 Type I    | 393 cm3 (0,3 L) | 8,8 kW (12 ch) à 4 300 tr/min  | 27 N m à 4 300 tr/min | ~ 25 s      | ~ 85 km/h    | ~ 5 L/100 km |
| Vespa 400 (boîte méca. 3)    | 1959 - 1961  | L2 Type II   | 393 cm3 (0,3 L) | 10,3 kW (14 ch) à 4 350 tr/min |                       | ~ 25 s      | ~ 90 km/h    | ~ 5 L/100 km |
| Vespa 400 GT (boîte méca. 4) | 1961         | L2 Type II   | 393 cm3 (0,3 L) | 10,3 kW (14 ch) à 4 350 tr/min |                       | ~ 25 s      | ~ 90 km/h    | ~ 5 L/100 km |

### Mécanique
En termes de freinage, la Vespa 400 dispose d'un système hydraulique à tambours pour l'avant et l'arrière,.
Pour la direction, elle est à crémaillère non assistée,.
Au niveau suspensions, les quatre roues sont indépendantes. L'avant et l'arrière disposent de ressorts hélicoïdaux et d'amortisseurs télescopiques. L'essieu arrière est muni, en plus, d'une triangulation inférieure pour chaque roue,.

### Châssis et carrosserie
La Vespa 400 a été commercialisée comme étant un cabriolet, mais il s'agit d'une berline décapotable. Les huisseries et les parties latérales du toit sont fixes. Cependant, le toit en toile peut être rabattu vers l'arrière, comme sur la Citroën 2 CV. La carrosserie est de style ponton et, contrairement à certaines autres petites voitures contemporaines, elle est présentée en trois parties : le compartiment moteur, le coffre et l'habitacle. La voiture dispose de deux réelles places, mais avec la possibilité de quatre places : les sièges arrière ne convenaient, à l'époque, qu'aux jeunes enfants et ne sont pas rembourrés. Les portes, assez larges par rapport aux autres véhicules de cette catégorie, sont battantes à l'arrière. La roue de secours (4.40 de 10 pouces) est rangée sous le siège passager. La batterie de démarrage de 12 volts, se situe dans un logement placé dans un tiroir à l'avant de la voiture ainsi que le réservoir de liquide de frein,.
La Vespa 400 a reçu plusieurs teintes de peinture classiques :

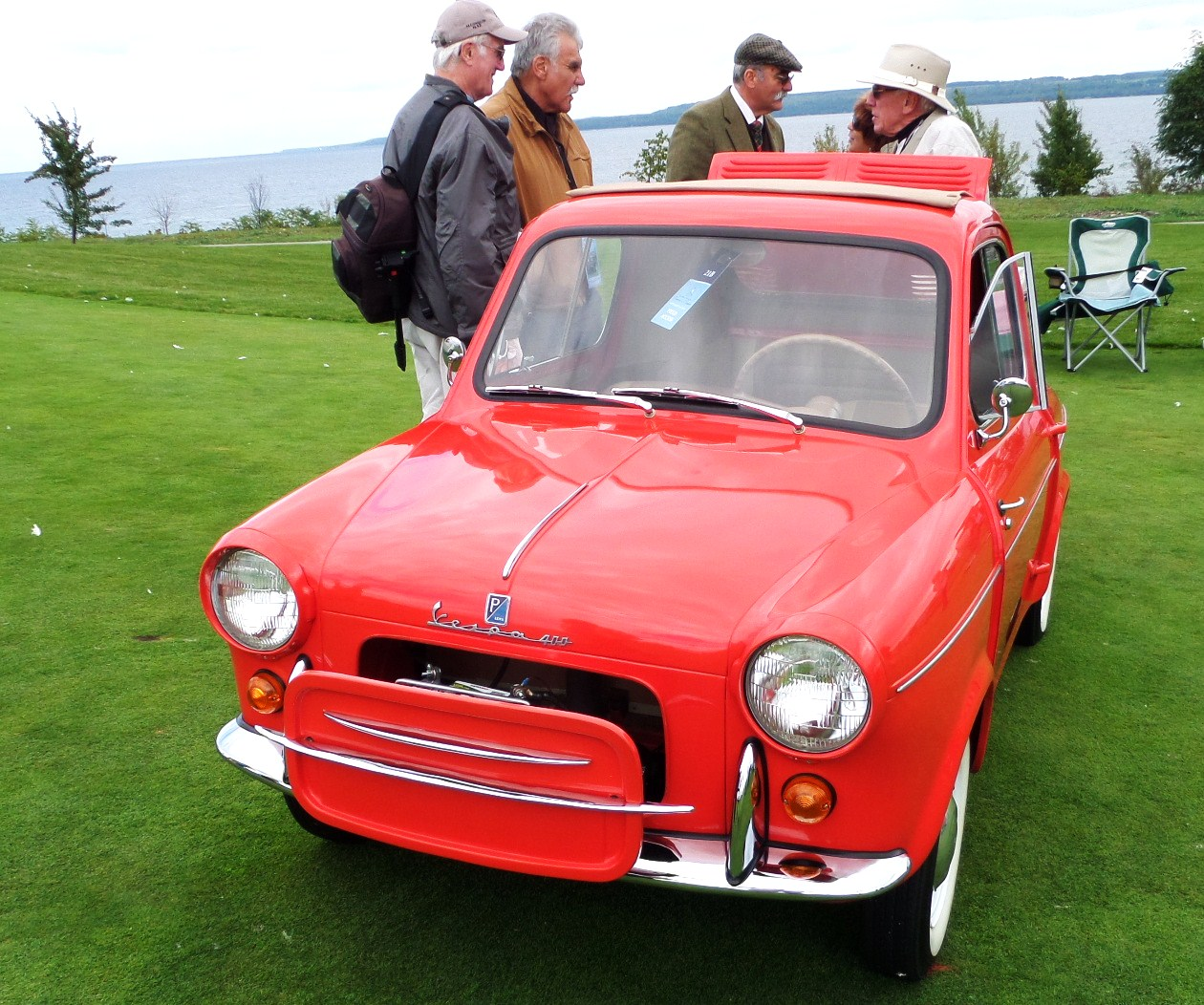
Rouge Satan
- Ciel alpin
- Gris
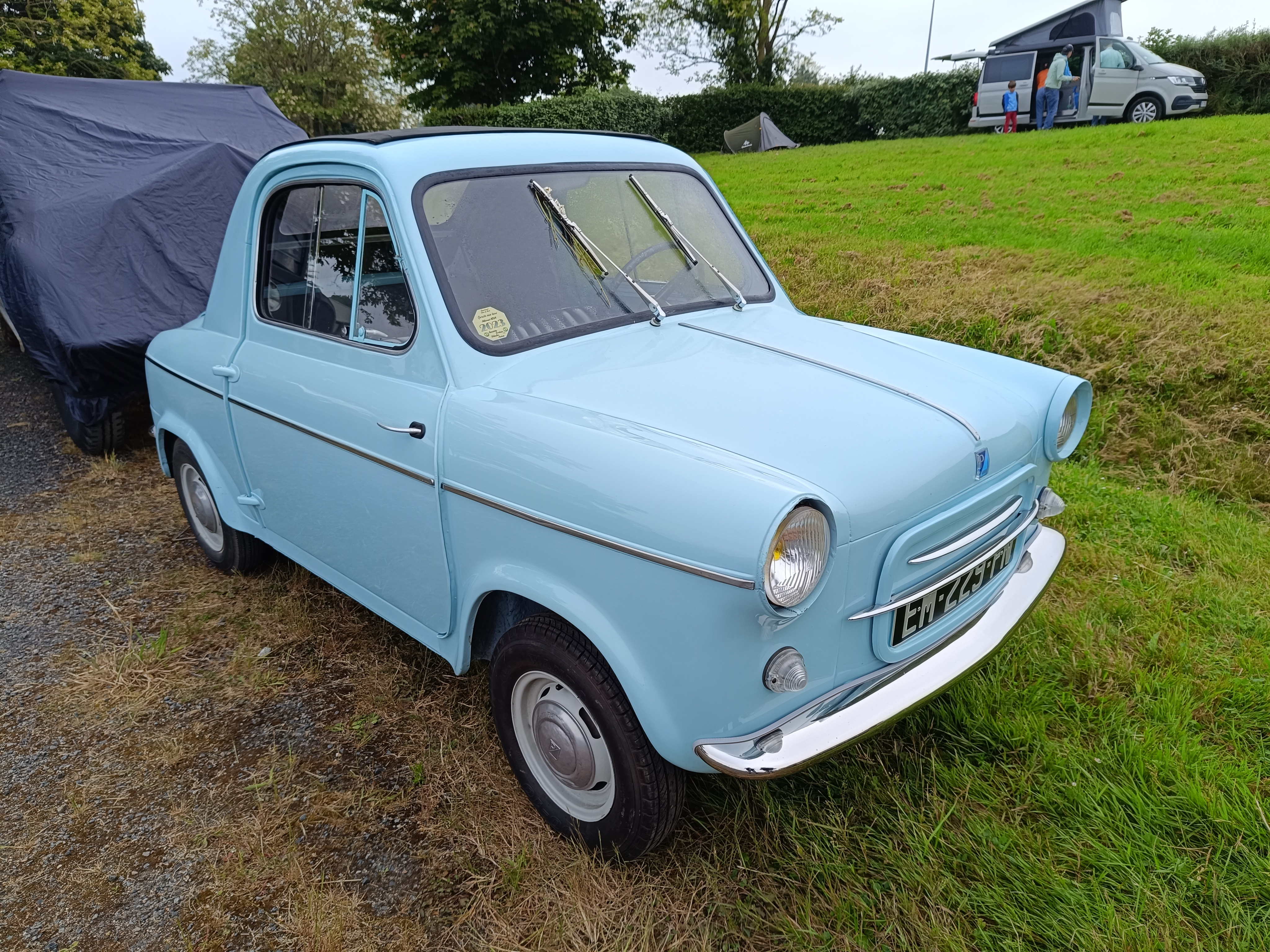
Bleu céleste
- Bleu romain
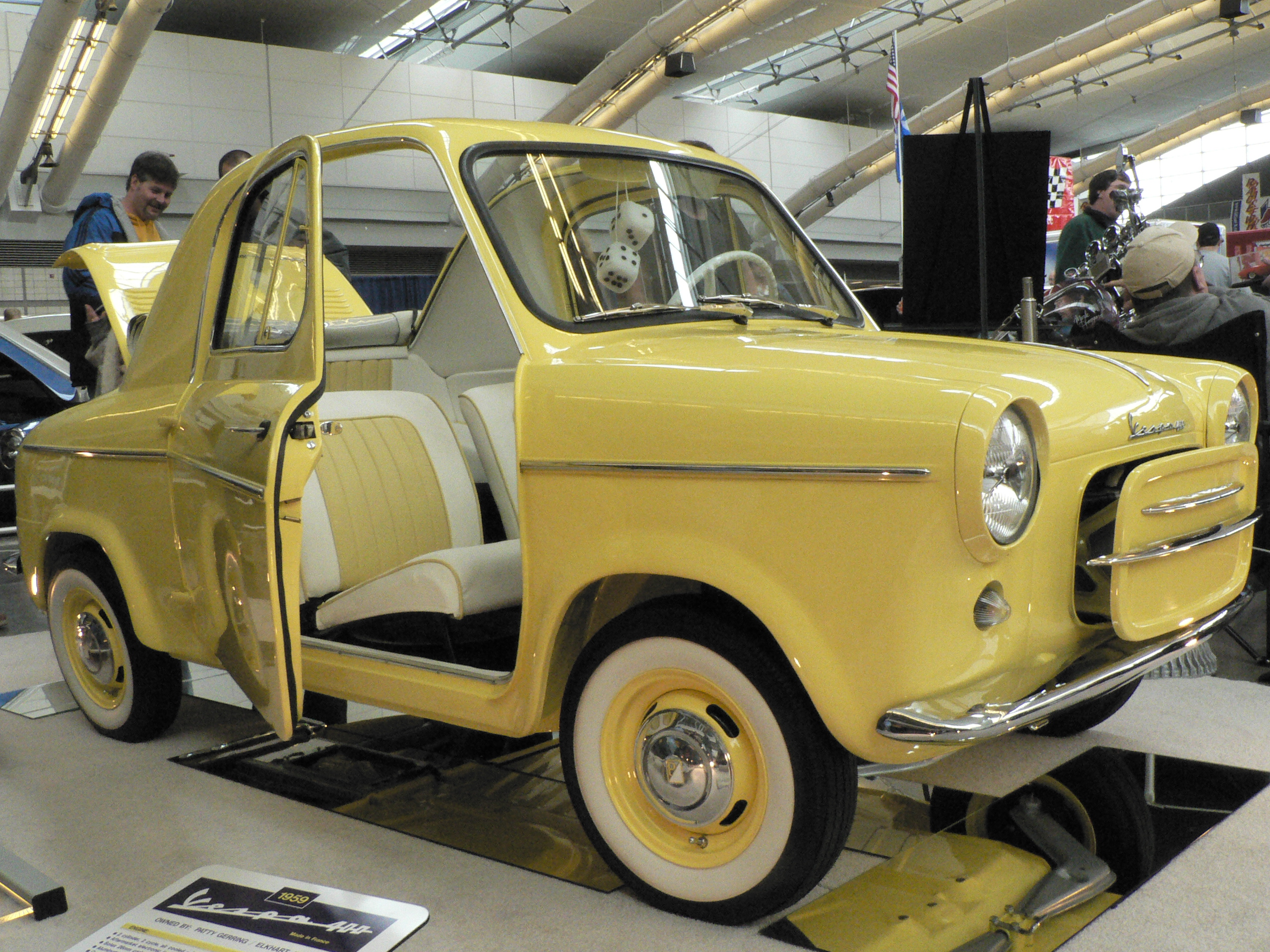
Ivoire Pépita
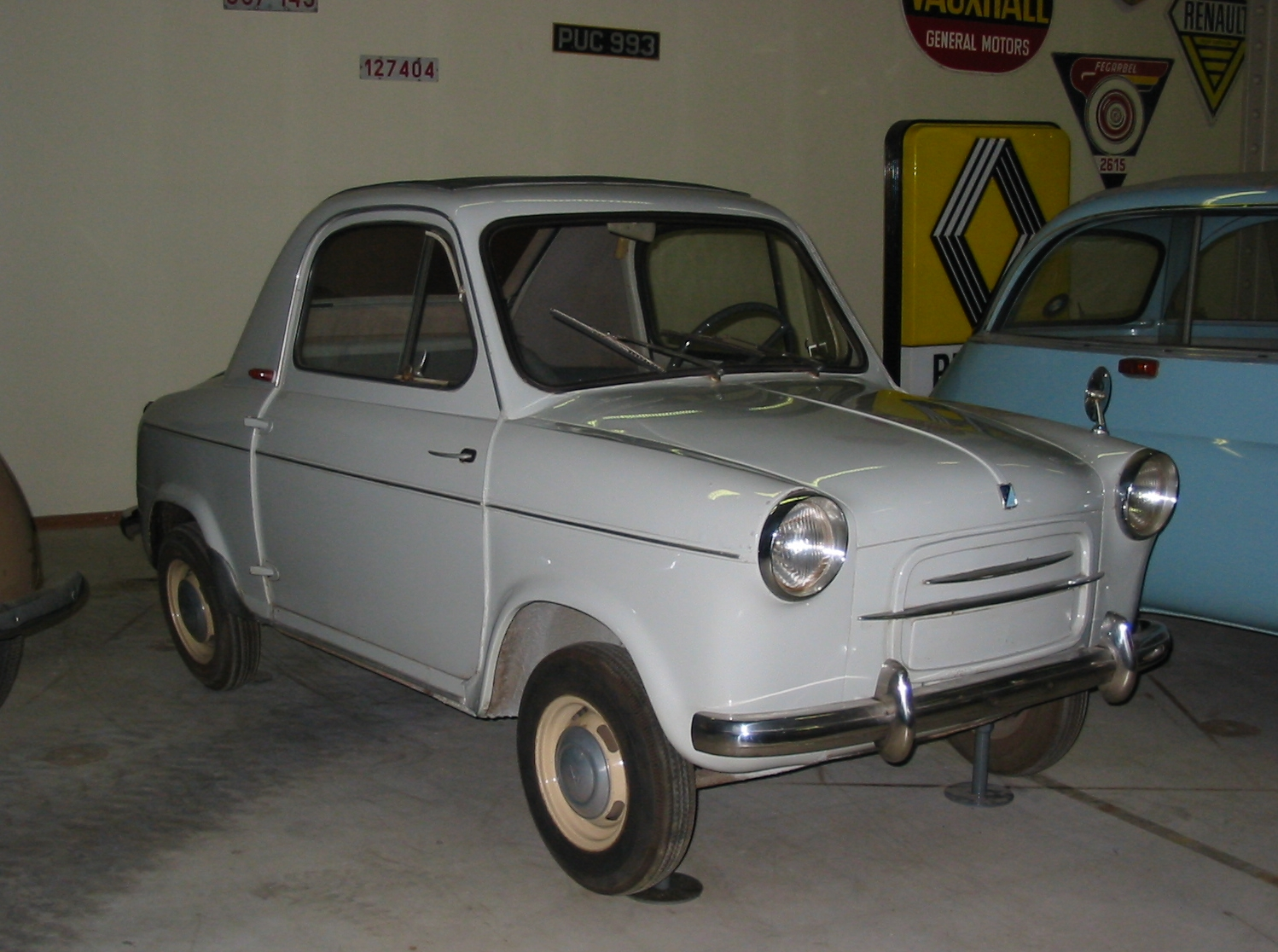
Blanc.
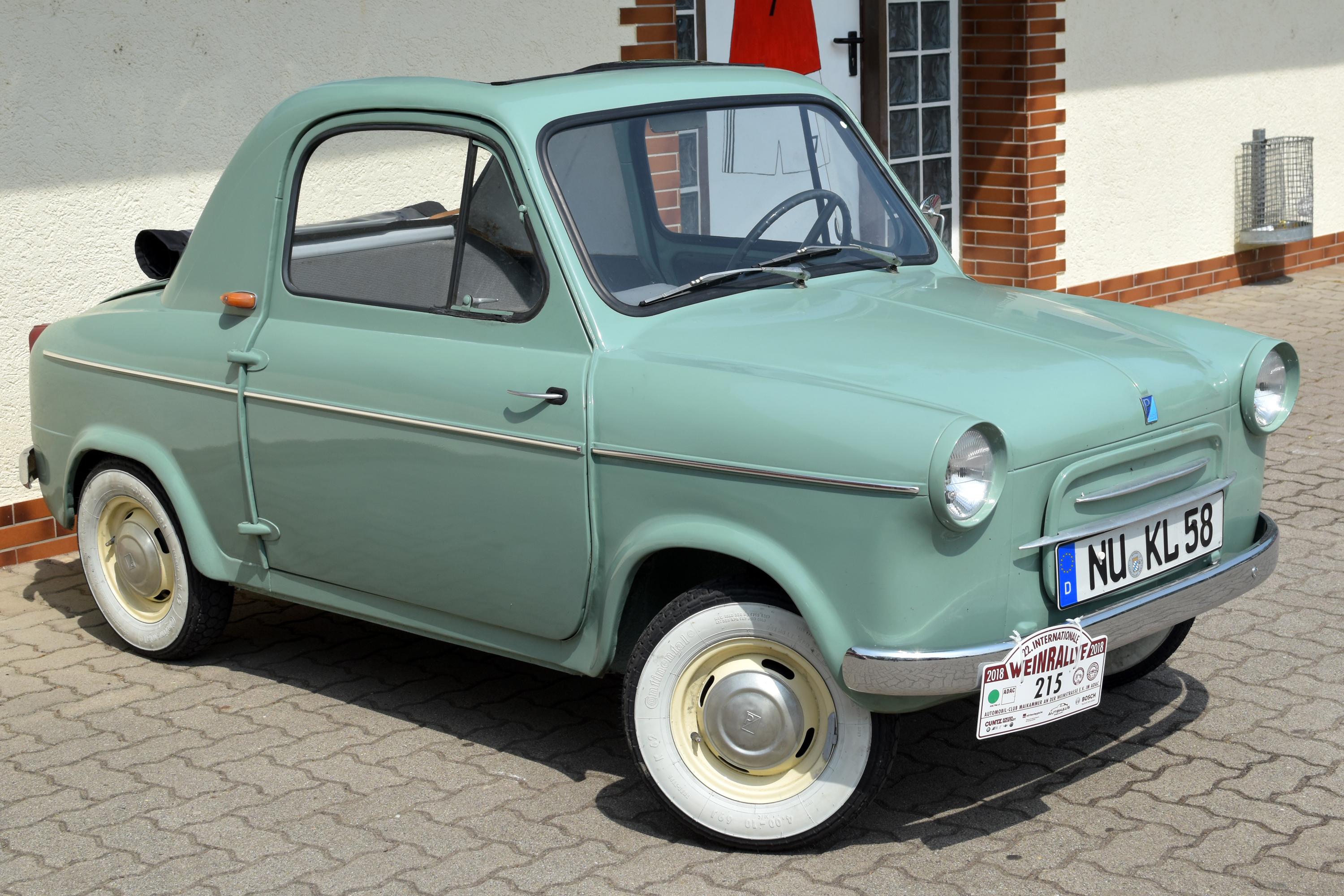
Turquoise.

- Vert
- Blanc (GT)
- Turquoise (GT)

- Rouge Satan.
- Bleu céleste.
- Ivoire Pépita.
- Blanc.
- Turquoise.

### Intérieur, options et accessoires

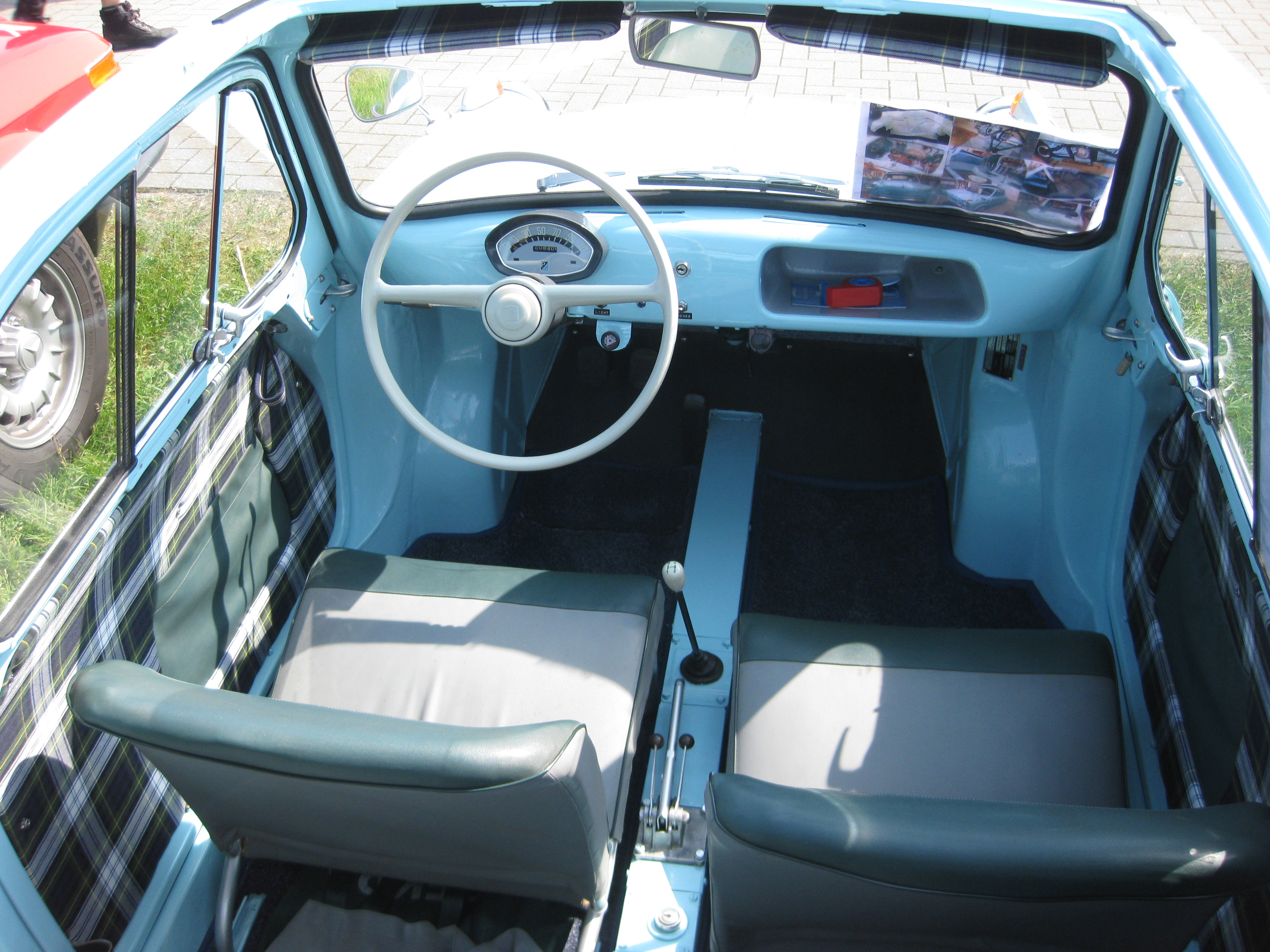
Vue intérieur de la Vespa 400.

Deux versions de la Vespa 400 ont été disponibles : la version simple dite « Tourisme » et la version dite « Luxe », plus couramment achetée avec un groupe d'instruments, deux essuie-glaces et plus de garnitures intérieures. En 1961, est proposée la version dite « Grand Tourisme » (GT), produite à environ 200 exemplaires[réf. nécessaire].
Durant les quatre ans de production, la Vespa 400 fut améliorée petit à petit. Notamment, elle fut dotée de fenêtres coulissantes, de sièges plus confortables, d'un intérieur plus agréable et plus pratique avec par exemple l'ajout de vide-poches dans les portes,.
Le tableau de bord reste très simpliste avec seulement un interrupteur, deux commodos et le combiné d'instruments indiquant la vitesse et le kilométrage. Le volant très fin ne dispose que de deux branches. Une vide-poche est également disponible devant le passager. L'air chaud expulsé de la ventilation forcée du moteur peut être redirigé vers l'intérieur afin de chauffer l'habitacle.
Le siège du conducteur dispose du dossier rabattable, donnant ainsi accès à la banquette arrière, et celui du passager est repliable entièrement afin de pouvoir récupérer la roue de secours mais également de transporter du matériel encombrant.
L'accessoiriste Ardor propose de nombreux équipements pour agrémenter l'extérieur de la Vespa 400. Le principal élément proposé est le porte-bagage arrière chromé. Mais sont également disponibles des enjoliveurs de clignotants et feux arrière, des bas de caisse et sabots d'ailes et des embouts enveloppant les pare-chocs arrière entre autres.

## LaVespa 400 Esterel

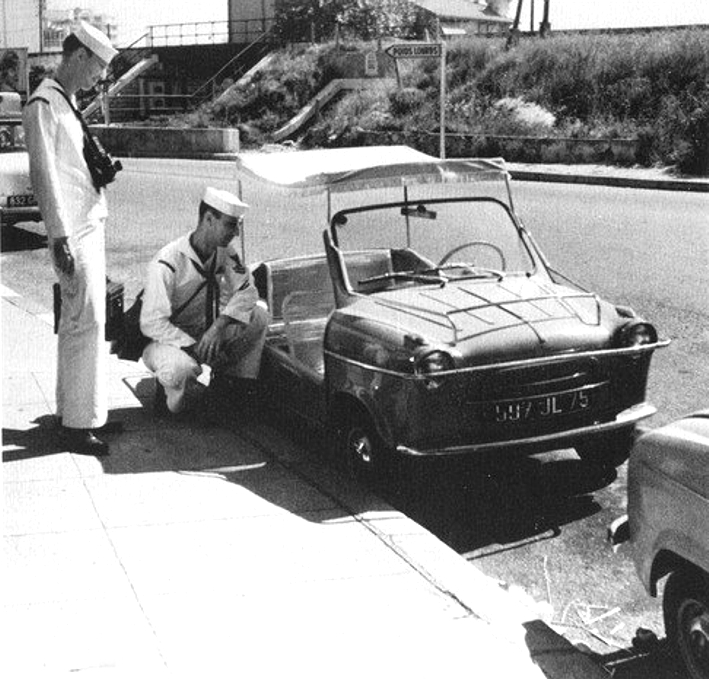
Une Vespa 400 Esterel à Cannes en 1960.

En 1959, les deux carrossiers de la ville de Sens (Yonne) Bernard Pichon et André Parat fabriquent et présentent une version plage de la Vespa 400, nommée « Esterel » (en référence au massif de l'Esterel, sur la Côte d'Azur). Une dizaine exemplaires seulement furent fabriqués selon différentes sources, entre 1959 et 1961.
Cette version dispose de deux sièges et d’une banquette en rotin ou en fils de plastique, et d'une toile afin de protéger les passagers des rayons du soleil. Elle dispose de la même motorisation que la version de série.
L'un des modèles similaires à la Vespa 400 Esterel est la Fiat 500 Jolly[réf. nécessaire].

## Production et commercialisation
La production totale de la Vespa 400 a été établie à 30 976 exemplaires. La majorité des ventes sont effectuées dans le pays de fabrication, la France. Environ 1 600 exemplaires ont été exportés vers les États-Unis.
La commercialisation commence peu de temps après la production, lancée en 1957, avec 1 103 exemplaires sortis de l'usine française. Avec 12 130 exemplaires, 1958 est l'année la plus fructueuse pour les ventes. Ensuite, celles-ci régressent : 8 717 exemplaires en 1959, 7 177 exemplaires en 1960 et seulement 1 849 exemplaires en 1961. La marque choisit donc de stopper la production et la commercialisation cette même année. L'usine était prévue pour 200 voitures par jour mais, au plus fort de la production en 1958, la cadence ne dépassa pas 50 voitures par jour.
Entre 1959 et 1961 est proposée la Vespa 400 Esterel, une version re-carrossée pour la plage. Une dizaine d’exemplaires seulement furent fabriqués selon différentes sources.
Parmi la production de 1961, environ 200 exemplaires ont été produits avec une boîte de vitesses à quatre rapports (version GT) et environ 60 exemplaires avec une conduite à droite.
- Vespa 400 (1957 à 1961)
- Vespa 400 GT (1961)
- Vespa 400 (volant à droite - 1961)

Note : dans ce diagramme est incluse la Vespa 400 Esterel parmi les colonnes incluant les Vespa 400 de base (colonnes grises).

## LaVespa 400en compétition

### Raid Paris - Moscou (1958)
Du 18 août au 7 septembre 1958, une Vespa 400 effectue un raid Paris-Moscou (aller/retour) avec à son volant les pilotes Raymond Miomandre et René Pari, qui se relaient au fil de la course. Elle était organisée par la Fédération française du sport automobile (FFSA). L'aller s'est fait en dix étapes, en passant par Cologne, Berlin, Varsovie et Minsk. Après deux semaines à Moscou, le retour s'est fait en douze étapes, en passant par Smolensk, Minsk, Varsovie, Prague, Milan, Genève et enfin Paris. Après les 7 214 km (ou 7 319 km suivant les sources) effectués, il en ressort que la voiture n'a eu aucun incident mécanique ni réparation ou changement de pièces. Les deux pilotes ont effectué une vitesse moyenne de 62 km/h pour une consommation de 5,85 L/100 km,. La voiture était équipée de feux anti-brouillard et d'un autoradio.

### Rallye Monte-Carlo (1959)
En janvier 1959, Piaggio engage trois Vespa 400 au 28e rallye automobile Monte-Carlo. Les voitures sont soigneusement préparées et les moteurs deux temps sont améliorés. Carburateurs, conduits d'admission et d'échappement sont modifiés. Six pilotes sont conviés pour cette courses :
- Voiture 1, portant le no 234 : Claude Le Guezec et Jean-Louis Chavy ;
- Voiture 2, portant le no 285 : Henry Beau et Paulo Giraud ;
- Voiture 3, portant le no 235 : Freddy Rousselle et Gérard Tremblé.

Le rallye débute à Stockholm en Suède, passe en Allemagne par Hambourg et Augsbourg, puis à Turin en Italie, Gap et Chambéry en France, et se termine à Monaco, pour une distance totale de 3 390 km. Les trois voitures arriveront à l'arrivée, dont une classée, avec une fiabilité exemplaire.

### Raid du pétrole (1959)
Le 27 avril 1959 a lieu le départ du Raid du pétrole allant de Paris à Hassi Messaoud, en Algérie, qui est alors en pleine guerre civile, la Guerre d'Algérie. Trois Vespa 400 accompagnent Georges Monneret, qui conduit un scooter Vespa de 150 cm3. Le but de cette aventure est de ramener un jerrican plein de pétrole saharien en un temps record. Au bout de cinq jours, le 2 mai, le groupe est de retour sur Paris avec un bidon plein d'essence,,.

### Rallye de Provence (1960)
Lors du rallye de Provence qui a lieu le 12 juin 1960, une Vespa 400 effectue les 21,6 km du mont Ventoux, avec un dénivelé moyen de 7,4 %, à une vitesse moyenne de 57 km/h.

### Autre compétition non officielle
En 2009 est proposé pour les amateurs un rallye historique non officiel partant d’Oslo en Norvège pour rejoindre Monaco, soit près de 3 600 km de course. Pierre Dellière et Christian Agostini effectuent ce rallye en hommage à celui de 1959 avec une Vespa 400. Ils ajoutent un arceau de sécurité renforcé, améliorent les trains roulants et installent des sièges baquets. La voiture porte le no 294.

## Dans la culture populaire

### Magazines et articles de presse
La Vespa 400 apparaît de nombreuses fois dans le magazine périodique du Journal de Tintin :
- le no 519 de 1958, aux pages 17 et 27 du magazine, dans la rubrique Actualités Sciences et Techniques, informe sur la naissance de la Vespa 400 et la fabrication du moteur ;
- le no 524 de 1958 parle de quelques nouveautés apportées sur la Vespa 400, telles que le mélangeur semi-automatique et les nouvelles couleurs de carrosserie ;
- le no 525 de 1958 comporte un petit article sur le raid Paris-Moscou ;
- le 21 octobre 1959 sort le no 887 avec comme première de couverture le dessin d'une Vespa 400 de couleur rouge.

Le magazine no 12 de Cœurs vaillants (1958) affiche une double page présentant les caractéristiques techniques de la Vespa 400.
De nombreux articles de presse affichent des informations sur la Vespa 400, par exemple dans La Vie de l'auto (LVA) du mois de septembre 1993, Rétro Hebdo d'octobre 1998 ou encore le magazine italien Auto Pui' d'août 1997.

### Films, clip vidéo et autre média
La Vespa 400 apparaît dans de nombreux films allant de la fin des années 1950 au début des années 1970, dans des rôles mineurs ou simplement en arrière-plan,. Elle joue cependant un rôle plus important dans trois films différents : C'était à Rome de 2010, Une vraie jeune fille de 1975 et le court métrage Heureux Anniversaire de 1962.
La Vespa 400 apparaît également dans le clip vidéo de la chanson Elle était si jolie d’Alain Barrière.
La Vespa 400 est jouable dans le jeu vidéo Runabout 3D - Drive: Impossible de 2012, sous la dénomination « Veepa 400 ».